# Luis José de Orbegoso y Moncada
Pour les articles homonymes, voir Moncada.
Luis José de Orbegoso y Moncada Galindo, né le 25 août 1795 à Usquil (province d'Otuzco) et mort le 5 février 1847 à Trujillo, était un militaire et homme d'État péruvien. 
Il fut le président de la République du Pérou, du 21 décembre 1833 au 11 août 1836.